# Consolidated PT-1
Die Consolidated PT-1 (Werksbezeichnung: Model 1, Beiname: Trusty) ist ein Doppeldecker-Schulflugzeug des US-amerikanischen Herstellers Consolidated Aircraft Corp. Die PT-1 bildete, zusammen mit der Variante PT-3, von 1925 bis Mitte der 1930er Jahre den wichtigsten Bestandteil der Anfängerschulung des United States Army Air Service (USAAS) und des 1926 darauf folgenden United States Army Air Corps (USAAC).

## Geschichte
Grundlage für die Entwicklung der PT-1 war die Consolidated TW-3 mit zwei nebeneinander liegenden Sitzplätzen. Diese Anordnung bot jedoch nur eingeschränkte Sichtverhältnisse im Schulungsbetrieb, sodass Consolidated Ende 1923 die offizielle Zustimmung erhielt, den Rumpf umzukonstruieren und einen neuen Prototyp zu liefern. Unter der provisorischen Bezeichnung TW-8 kam der Prototyp im Juni 1924 zum McCook Field. Der Rumpf hatte nun einen schmaleren Querschnitt und war wegen der zwei hintereinander angeordneten Sitze gegenüber der TW-3 um 1,55 m verlängert worden.
Nach der erfolgreichen Erprobung erhielt Consolidated 1924 und 1925 eine Reihe von Aufträgen zum Bau von 220 Serienflugzeugen unter der neuen Bezeichnung PT-1. Beim ersten Baulos war der obere Rumpfbereich hinter dem hinteren Cockpit noch flach ausgebildet, während die 170 Maschinen des zweiten Bauloses einen aufgesetzten, gerundeten Rumpfrücken aufwiesen. Bei diesen Maschinen wurde auch von Beginn an die Motorverkleidung entfernt, um bessere Sicht nach unten und einen besseren Wartungszugang zu gewährleisten. Eine PT-1 (27-149) wurde mit einem Wright-J-5-Sternmotor ausgerüstet und im Herbst 1927 auf dem Wright Field, dem ehemaligen McCook Field, unter der Bezeichnung XPT-2 erprobt und führte zur PT-3.
Während die Beschaffung der TA-3 und TW-3 der Erhöhung der Anzahl der verfügbaren Schulflugzeuge diente, bedeutete die 1924 und 1925 erfolgte Beschaffung der PT-1 in großen Stückzahlen, einen Austausch des gesamten, für die Anfängerschulung eingesetzten Flugzeugbestandes. Als dann 1928 und 1929 die neuen PT-3 in Dienst gestellt wurden, musterte man die PT-1 weitgehend aus und überführte sie zur National Guard, wo sie in 18 verschiedenen Squadrons die Jennys in der Schulung ersetzte.
Die PT-1 erhielt im November 1928 auch eine zivile Musterzulassung (Approved Type Certificate ATC #79). Eine Absicht die Maschine auf dem zivilen Markt anzubieten bestand jedoch nicht, vielmehr wurde die Erteilung einer ATC-Nummer als ehrenvolle Auszeichnung des Herstellerwerks und als Bestätigung der zugesicherten Eigenschaften gesehen.

## Konstruktion
Die Rumpfstruktur des einstieligen Doppeldeckers bestand aus geschweißten Stahlrohren, wobei zusätzliche Holzelemente im oberen Teil einen abgerundeten Rumpfrücken bildeten. Der Rumpf war mit Stoff bespannt. Die Tragflächen hatten Rippen aus Vollholz und zusammengesetzte Holzrippen. Auch die Tragflächen waren mit Stoff bespannt. Zwei Treibstofftanks befanden sich im Mittelteil der oberen Tragfläche und hatten eine Kapazität von zusammen 151 L. Das aus runden, unverkleideten Stahlrohren zusammengefügte feste Fahrgestell hatte eine geteilte Achse und einen Schleifsporn. Die Querruder unten und oben an jeder Tragflächenhälfte waren paarweise mit Stahlrohren, die als Zugstangen wirkten, verbunden. Alle Ruder waren aerodynamisch ausgeglichen.

## Technische Daten
| Kenngröße             | Daten                                                                       |
| --------------------- | --------------------------------------------------------------------------- |
| Besatzung             | 2                                                                           |
| Länge                 | 8,44 m                                                                      |
| Spannweite            | 10,60 m                                                                     |
| Tragflügeltiefe       | 1,42 m                                                                      |
| Höhe                  | 3,00 m                                                                      |
| Flügelfläche          | 27,78 m²                                                                    |
| Nutzlast              | 324 kg                                                                      |
| Leermasse             | 819 kg                                                                      |
| max. Startmasse       | 1143 kg                                                                     |
| Marschgeschwindigkeit | 126 km/h                                                                    |
| Höchstgeschwindigkeit | 147 km/h                                                                    |
| Landegeschwindigkeit  | 75 km/h                                                                     |
| Dienstgipfelhöhe      | 4270 m                                                                      |
| Reichweite            | 560 km                                                                      |
| Triebwerke            | 1 × Wright-Hisso E (Hispano-Suiza) Achtzylinder-V-Motor mit 180 PS (134 kW) |

## Erhaltene Exemplare
- 26-233 im National Museum of the United States Air Force, Dayton (Ohio)
- 27-250 im San Diego Air and Space Museum, San Diego (Kalifornien)